# Cordillera de Apaneca
Cordillera de Apaneca är en vulkanisk bergskedja i västra El Salvador. Den består i huvudsakligen av vulkaner. Vulkanen Ilamatepec, en av de mest aktiva i regionen, är en del av denna bergskedja.